# 小錦 (冠位)
小錦（しょうきん）は、647年に制定され、648年から649年まで日本で用いられた冠位である。13階中8番目で、大錦の下、大青の上に位置する。

## 概要
大化3年（647年）に制定された七色十三階冠で設けられ、翌年4月1日に実施された。冠は小伯仙という錦で作り、大伯仙の錦で縁取った。小伯仙、大伯仙は山の形の模様で、形の大きさによって大小を分ける。冠につける鈿は金銀で作った。真緋（赤）の服を着用する規定であった。
大化5年（649年）2月に冠位十九階が導入されると、小錦は小花上と小花下に分割されて廃止された。
天智天皇3年（664年）2月9日の冠位二十六階で、小花は小錦に戻ったが、冠位としては小錦上、小錦中、小錦下に三分され、小錦単独の冠位にはならなかった。

## 叙位された人物
1年で改称されたこともあり、小錦の冠位を授かったと『日本書紀』に記された人物はいない。
後継である小花上・下や小錦上・中・下には多数の例がある。天武天皇の時代には、天皇が物を賜るなどの機会に、「小錦以上大夫（マエツキミ）」が一括した待遇を受ける記事が散見する。天武天皇5年（676年）8月2日には、小錦以上の大夫らが食封を与えられた。逆に小錦の下について「大山位以下」が一括された例がいくつか見られるので、このあたりに身分的境界があったようである。